# Theodor von Steinheil

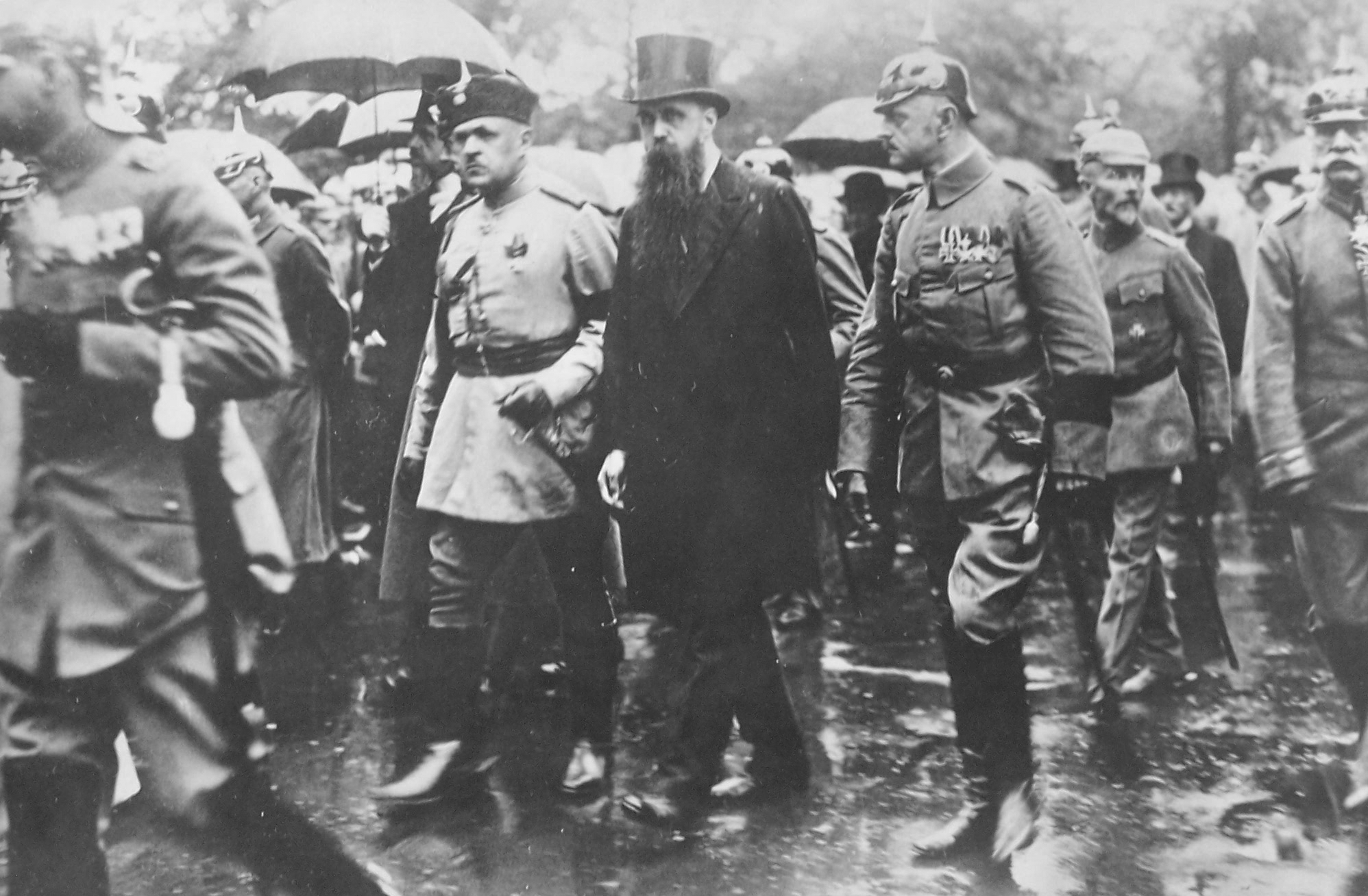
Theodor von Steinheil na pogrzebie feldmarszałka Hermanna von Eichhorna 1918

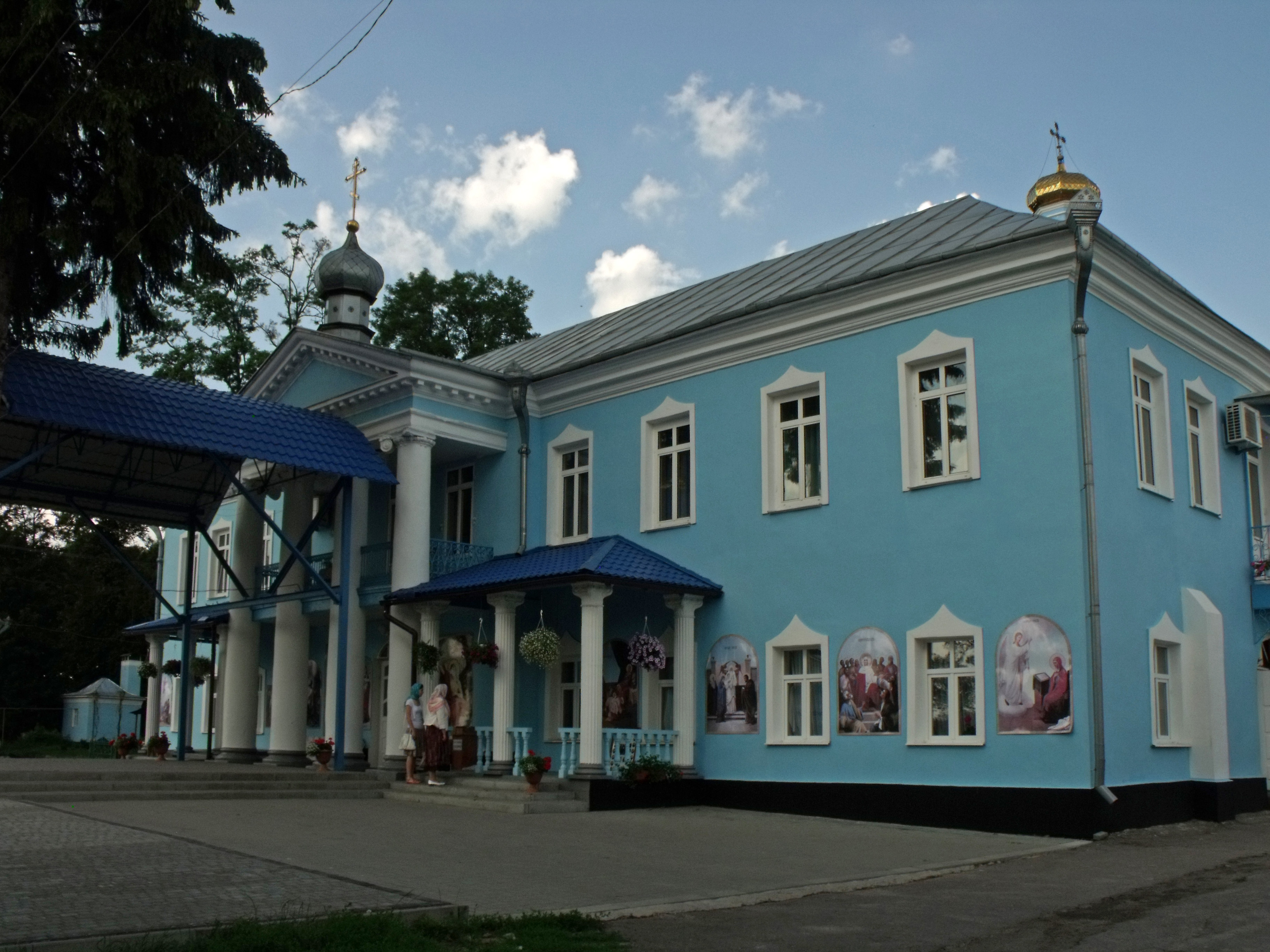
Rezydencja Steinheilów w Gródku, obecnie część kompleksu klasztornego i cerkiew.

Theodor Freiherr von Steinheil, ukr. Фе́дір Ште́йнгель, Fedir Sztejnhel (ur. 9 grudnia 1870 w Gródku, zm. 11 lutego 1946 pod Dreznem) – ukraiński działacz społeczny i kulturalny, dyplomata.
Pochodził z rodziny szlacheckiej (baron) osiadłej w Gródku. Studiował na Uniwersytecie Kijowskim i rosyjskim Uniwersytecie Warszawskim. W 1902 założył w Gródku muzeum z cennymi zbiorami z zakresu archeologii, sztuki i etnografii.
Od 1906 poseł I Dumy Państwowej, należał do ukraińskiej frakcji parlamentarnej. Członek TUP. Za czasów Hetmanatu ambasador Państwa Ukraińskiego w Berlinie.
W okresie międzywojennym mieszkał w swym majątku na Wołyniu. Po agresji ZSRR na Polskę zbiegł w chłopskim przebraniu wraz z rodziną do Niemiec, uchodząc przed NKWD. Od 1940 mieszkał w Dreźnie.